# Porsche 787
Porsche 787 — болид Формулы 2, построенный компанией Porsche. Использовался командой Porsche System Engineering в гонках чемпионата мира Формулы 1 1961 года.

## История
В 1961 году по принятым правилам Формулы 1 объём двигателя был ограничен 1,5 литрами. Это изменение позволило компании Porsche принять участие в Гран-при Формулы 1. В 1961 году в гонках Чемпионата мира использовалась модель Porsche 787, построенная на базе шасси Формулы 2 и  оснащённая полуторалитровым четырёхцилиндровым оппозитным двигателем Porsche 747. Шасси 787 использовалось гонщиками Йо Бонниером и Дэном Гэрни на трёх Гран-при, а основным болидом команды в том году была модель 718.
В следующем сезоне шасси 787 использовалось в одной гонке частной командой Ecurie Maarsbergen.